# Krommingstensor van Riemann
De krommingstensor van Riemann, kortweg krommingstensor of riemann-tensor, is een belangrijk object in de differentiaalmeetkunde, de tak van de wiskunde, die gekromde oppervlakken en ruimten zoals pseudo-riemann-variëteiten bestudeert.
De krommingstensor geeft de mate aan, waarin een oppervlak of hogerdimensionale ruimte meetkundig verschilt van een pseudo-euclidische ruimte zoals een euclidische ruimte of de minkowski-ruimte ("vlakke ruimten").
Typische stellingen uit de euclidische meetkunde die niet langer opgaan in gekromde ruimten, zijn:
- De som van de hoeken van een driehoek bedraagt 180 graden ({\displaystyle \pi } radialen);
- De oppervlakte van een sfeer (boloppervlak) is 4 maal pi maal het kwadraat van de straal.

De krommingstensor is niet één getal, ook geen getallenrij of getallenvierkant (matrix), maar een "vierdimensionaal" getallenschema: een vierde-orde-tensor.
De krommingstensor is genoemd naar Bernhard Riemann, samen met Carl Friedrich Gauss, de grondlegger van de intrinsieke differentiaalmeetkunde.

## Definitie
Zij {\displaystyle (M,g)} een {\displaystyle n}-dimensionale pseudo-riemann-variëteit. Noteer {\displaystyle [ij,k]} voor de christoffelsymbolen van de eerste soort, en {\displaystyle \Gamma _{jk}^{i}} voor de christoffelsymbolen van de tweede soort. De krommingstensor is de tensor van orde 4, waarvan de (1,3)-componenten (eenmaal contravariant en driemaal covariant) gegeven worden door de formule (in einsteinnotatie):
{\displaystyle R_{jkl}^{i}={\partial \Gamma _{jl}^{i} \over \partial x^{k}}-{\partial \Gamma _{jk}^{i} \over \partial x^{l}}+\Gamma _{jl}^{\mu }\Gamma _{\mu k}^{i}-\Gamma _{jk}^{\mu }\Gamma _{\mu l}^{i}}
Men kan bewijzen, dat deze functies inderdaad de componenten van een tensor vormen door gebruik te maken van de coördinatentransformatie van christoffelsymbolen. De christoffelsymbolen zelf zijn niet tensorieel.

## Covariante notatie
Soms wordt de riemann-krommingstensor ook viermaal covariant genoteerd, dus als een (4,0)-tensor, met de eenvoudige overgangsformule
{\displaystyle R_{ijkl}=g_{i\gamma }R_{jkl}^{\gamma }}
Men kan deze (4,0)-tensor ook rechtstreeks uitdrukken in de christoffelsymbolen
{\displaystyle R_{ijkl}={1 \over 2}\left({\partial ^{2}g_{il} \over \partial x^{j}\partial x^{k}}+{\partial ^{2}g_{jk} \over \partial x^{i}\partial x^{l}}-{\partial ^{2}g_{ik} \over \partial x^{j}\partial x^{l}}-{\partial ^{2}g_{jl} \over \partial x^{i}\partial x^{k}}\right)+g^{\alpha \beta }\left([jk,\alpha ].[il,\beta ]-[ik,\alpha ]-[jl,\beta ]\right)}
(de tweede term is een som over {\displaystyle \alpha } en {\displaystyle \beta }).
Hier duidt {\displaystyle g_{ij}} een component van de metrische tensor aan, en {\displaystyle g^{kl}} een element van zijn inverse matrix.

## Symmetrieën
A priori kan een vierde-orde-tensor tot {\displaystyle n^{4}} onafhankelijke componentfuncties hebben. Bij de riemann-tensor wordt dit aantal sterk beperkt door symmetrieën ten opzichte van bepaalde permutaties van de indices:
- Antisymmetrisch in de eerste twee indices: {\displaystyle R_{ijkl}=-R_{jikl}}
- Antisymmetrisch in de laatste twee indices: {\displaystyle R_{ijkl}=-R_{ijlk}}
- Verwisselbaarheid van de eerste twee met de laatste twee indices: {\displaystyle R_{ijkl}=R_{klij}}
- Cyclische permutatie van de laatste drie indices {\displaystyle R_{ijkl}+R_{iljk}+R_{iklj}=0.}

De tweede symmetrie volgt rechtstreeks uit de eerste en de derde; men kan ook aantonen, dat de derde symmetrie rechtstreeks volgt uit de eerste, de tweede en de vierde.
Deze symmetrieën herleiden het aantal onafhankelijke componenten van de riemann-tensor tot
{\displaystyle {n^{2}(n^{2}-1) \over 12}}
Uit de derde symmetrie volgt, dat de riemann-tensor, opgevat als een multilineaire functie {\displaystyle R(X,Y,Z,W)} van vier raakvectoren, volledig vastligt door zijn gedrag in de tweedimensionale deelruimten van de raakruimte. Als {\displaystyle R(X,Y,Z,W)=0} voor alle {\displaystyle X,Y\in T_{p}M,} dan is {\displaystyle R(X,Y,Z,W)=0} voor alle {\displaystyle X,Y,Z,W\in T_{p}M.}

## Kenmerk van lokaal vlakke variëteiten
De krommingstensor van een {\displaystyle n}-dimensionale pseudo-riemann-variëteit is overal 0 als en slechts als de variëteit lokaal isometrisch is met de euclidische ruimte {\displaystyle \mathbb {R} ^{n}}. Riemann ontdekte de tensor trouwens door op zoek te gaan naar een nodige en voldoende voorwaarde opdat een gegeven metriek {\displaystyle g_{ij}dy^{i}dy^{j}} door een geschikte coördinatentransformatie zou kunnen omgevormd worden tot de constante euclidische metriek {\displaystyle (dx^{i})^{2}.}
Merk op, dat de isometrie slechts lokaal is, dus op voldoende kleine omgevingen van ieder gegeven punt {\displaystyle p}. Zo kan men bijvoorbeeld de torus {\displaystyle \mathbb {T} ^{2}} uitrusten met een metrische tensor, die een vlakke ruimte oplevert. Er bestaat echter geen globale isometrie {\displaystyle \mathbb {T} ^{2}\to \mathbb {R} ^{2}}.